# Хюлст, Абрахам ван дер
Абрахам ван дер Хюлст (нидерл. Abraham van der Hulst; 11 апреля 1619, Амстердам — 12 июня 1666) — нидерландский адмирал и моряк-герой XVII века.

## Биография
В 1650 году он был назначен Адмиралтейством Амстердама на должность экстраординарного капитана. Он участвовал в Первой англо-голландской войне, в конце 1652 года он стал капитаном корабля Groningen. В 1653 году он был назначен обычным (то есть постоянным) капитаном, участвовавшим как флаг-капитан Витте де Витта на Vrijheid в сражении при Габбарде и сражении при Схевенингене.
В 1654 году он был на конвойной службе в Средиземном море. В 1656 году он, действуя в составе Средиземноморского флота, захватил два судна из португальской Вест-Индии. Он был флаг-капитаном в 1658 году на корабле Hilversum де Рюйтера во время блокады побережья Португалии. В 1661 году он снова служил под началом де Рюйтера в Средиземном море. Когда Корнелис Тромп 29 января 1665 года был назначен вице-адмиралом, ван дер Хюлст стал его заместителем в качестве исполняющего обязанности контр-адмирала. В Лоустофтском сражении в 1665 году, первом во Второй англо-голландской войне, он был на Amsterdam (68 орудий), вторым по старшинству в эскадре командующего Якоба ван Вассенара Обдама. Голландское общественное мнение было потрясено тяжёлым поражением. Некоторые командиры были сделаны козлами отпущения, а некоторым капитанам даже был вынесен смертный приговор за трусость. Поскольку никто не мог предположить, что весь флот состоял из одних некомпетентныех трусов, другие личности были выбраны на роли героев, в том числе и ван дер Хюлст. Множество вакантных мест на быстро расширявшемся флоте стало частой причиной быстрой карьеры. Ван дер Хюлст 25 июля 1665 года был назначен вице-адмиралом Голландии и Западной Фрисландии, снова сменив Тромпа, который будет работать в Адмиралтействе Мааса в течение шести месяцев.
В Четырёхдневном сражении ван дер Хюлст был вторым по старшинству в эскадре Корнелиса Тромпа, которая была обособлена и соединилась с остальным флотом на второй день из-за плохой координации. Корабль ван дер Хюлста, Spiegel, был почти полностью разбит. Адмирал получил ранение из мушкета в грудь и умер в тот же день, 12 июня 1666 года. Его корабль, казалось, был безвозвратно утерян и вместе с Liefde из эскадры Тромпа, казалось, не мог быть спасён, несмотря на тщетные попытки де Рюйтера. На следующий день большой линейный корабль британского флота, Prince Royal, сел на мель и сдался, и командующие решали, как стоит с ним поступить. Было единогласно решено взорвать корабль. Ван дер Хюлст был очень популярен на флоте из-за своего дружелюбного характера, а это был Prince Royal, который разбил его корабль. Кстати, такое решение было в соответствии с официальными инструкциями, но так было не всегда: Тромп позже в Генеральных Штатах высказал своевольное мнение, что если бы всё зависело от него, он бы привёл Prince Royal как приз. Вопреки ожиданиям, позже Spiegel был спасён и возвращён.

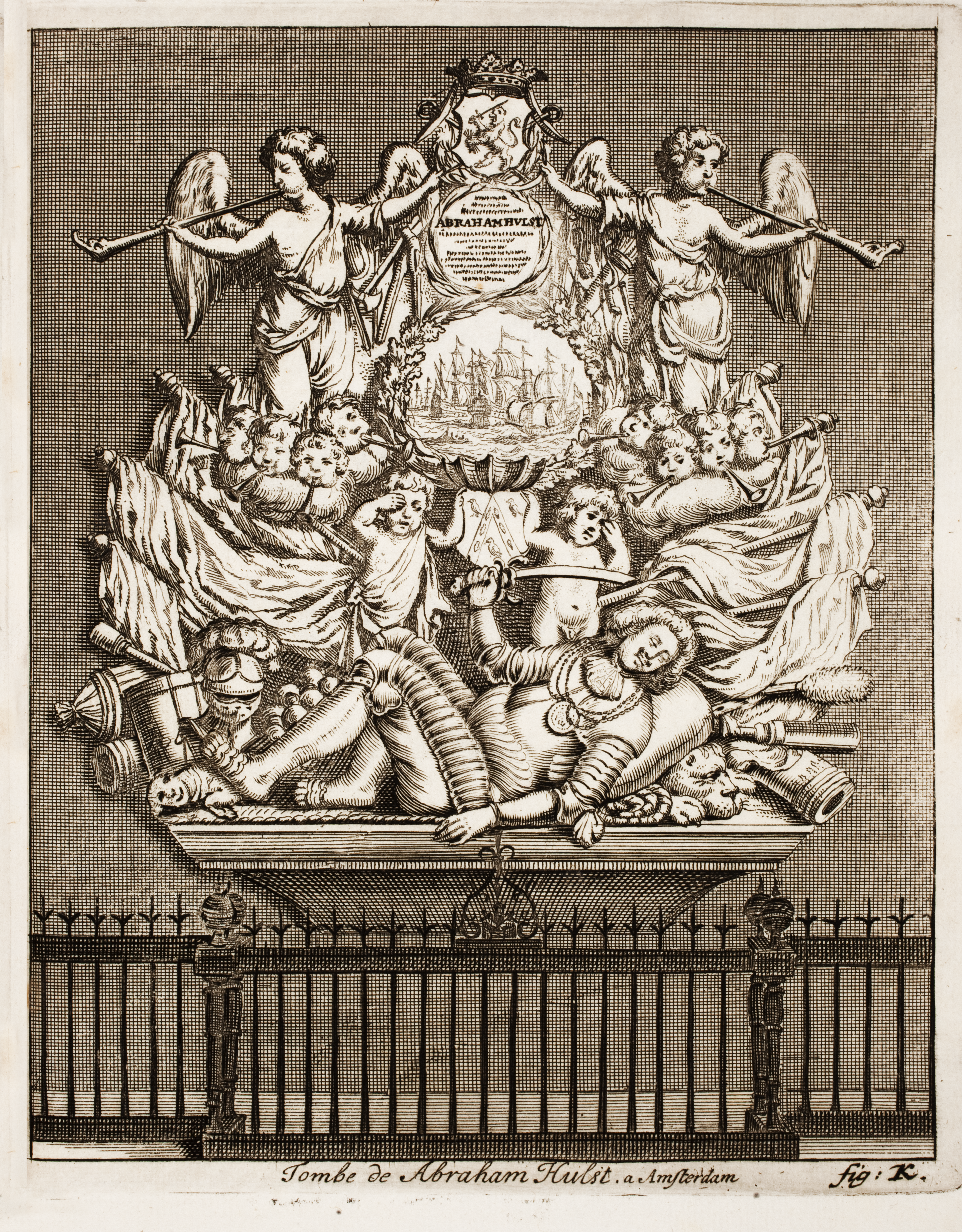
Надгробный памятник в Амстердаме

Ван дер Хюлст был похоронен в Ауде керк в Амстердаме. Позже в том же году был уже установлен надгробный памятник работы Артуса де Витта. Его эпитафия гласит:
Hier rust hy die niet rusten kon,
Eer hy zyn vyand overwon:
Om hoog leeft hy in vreugden,
In marmer door zyn deugden
Существует ещё ода Йоста ван ден Вондела, написанная по случаю похорон:
Hier sluymert Hulst, de schrik der Britsche zeebanier;
Beproeft in slag op slag, in bloed en vloed en vier.
De groote Zeeraad kroont dien Vaderlands beschermer;
De faem des braven Helds braveert metaal en marmer.